# John Cale
John Davies Cale (ur. 9 marca 1942 w Garnant w Walii) – walijski muzyk, kompozytor, piosenkarz, autor tekstów i piosenek, producent muzyczny.
W muzyce rockowej jest m.in. kojarzony jako jeden z założycieli zespołu The Velvet Underground, jednak udzielał się w różnych gatunkach i tradycjach muzycznych, w tym w muzyce poważnej koncertem na chór chłopięcy i orkiestrę symfoniczną na otwarcie parlamentu walijskiego, kompozycjami do baletu, filmu, koncertowaniem na fortepianie (z Johnem Cage’em), muzyce awangardowej (z La Monte Youngiem i zespołem mikrotonalnym Dream Syndicate), ambient (z Brianem Eno), punk rocka (z Patti Smith), rocku alternatywnym (z Lou Reedem) i nawet muzyce pop (z Nico). Według rysu biograficznego Johna Cale’a jako muzyka w opracowaniu BBC, jego wpływ na muzykę nowoczesną jest „bezsprzeczny”, co z kolei potwierdzają wypowiedzi jego wielu wielkich współpracowników. Jednak, pomimo długoletniego uznania krytycznego, jak i w zawodzie i pracy w roli producenta muzycznego dla tak różnorakich muzyków jak Happy Mondays, The Jesus Lizard, Mediæval Bæbes, Siouxsie and the Banshees czy Jennifer Warnes, medialność w głównych nurtach kultury masowej raczej nie była mu dana.

## Wczesne lata i kariera muzyczna
John Cale urodził się w Garnant koło Ammanford, w przemysłowej okolicy Walii, zwanej Amman Valley. Jego ojciec pracował jako górnik. Jego ojczystym językiem jest walijski. Ponieważ wykazywał predyspozycje do gry na altówce, podjął naukę muzyki w należącym do Uniwersytetu Londyńskiego Goldsmiths College. Mieszkał w pokoju E14 w akademiku Raymont Hall w Brockley. Dzięki pomocy i wpływom kompozytora amerykańskiego Aarona Coplanda udał się po dalszą naukę do USA.
W Nowym Jorku zetknął się z szeregiem awangardowych kompozytorów. Z Johnem Cage’em i innymi muzykami wziął udział w 18-godzinnym maratonie gry na fortepianie, w którym po raz pierwszy wykonano w całości kompozycję Erika Satie pt. „Vexations”. (Po koncercie John Cale uczestniczył w popularnym programie telewizyjnym I’ve Got a Secret (Mam tajemnicę). Jego tajemnicą był udział w 18-godzinnym koncercie. Tajemnicą towarzyszącego mu uczestnika programu było to, że jako jedyna osoba z audytorium pozostał do końca tego koncertu.)
Cale był członkiem grającego muzykę mikrotonalną zespołu awangardowego muzyka La Monte Younga Theater of Eternal Music (zespół niekiedy znany był potem także jako the Dream Syndicate, nie mylić z brytyjskim zespołem rockowym z lat 80. o tej samej nazwie). Nasycona burczeniem, warkotem i tym podobnymi dźwiękami muzyka, którą tam grał, wywarła wpływ na jego twórczość w ramach jego następnego zespołu, The Velvet Underground.
Trzy albumy jego wczesnej muzyki eksperymentalnej zostały wydane dopiero w 2001. Przy tych nagraniach pracował wraz z nim gitarzysta The Velvet Underground, Sterling Morrison.

## The Velvet Underground
Na początku 1965 założył razem z Lou Reedem zespół The Velvet Underground. Zaprosili do niego również przyjaciela Reeda z college’u – gitarzystę Sterlinga Morissona, i współlokatora Cale’a – Angusa Maclise’a, co ustanowiło pierwotny skład grupy. We wrześniu 1968, między innymi ze względu na różnice w wizjach artystycznych Cale’a i Reeda, Cale został poproszony o opuszczenie zespołu.
Pierwsze dostępne do nabycia nagranie The Velvet Underground, utwór instrumentalny pt. „Loop”, rozdawane z egzemplarzami czasopisma Aspen, było eksperymentem, polegającym na akustycznym sprzężeniu zwrotnym, skomponowanym i przeprowadzonym przez Cale’a. Następnie wziął udział w nagraniu pierwszych dwóch albumów The Velvet Underground: The Velvet Underground and Nico (nagrany w 1966, wydany w 1967) i White Light/White Heat (nagrany w 1967, wydany w 1968). Wystąpił na nich jako altowiolista, gitarzysta basowy i pianista, śpiewając także niektóre partie wokalne. W albumie White Light/White Heat Cale zagrał w utworze „Sister Ray” na organach, a partie wokalne wykonał w eksperymentalnym utworze „Lady Godiva's Operation”, w którym zaśpiewał także Lou Reed, i w długim, napisanym przez Reeda monologu „The Gift”. Cale współtworzył szereg utworów do tych albumów, najbardziej jednak charakterystyczne dla jego wkładu w nie jest elektrycznie wzmacniane buczenie, wykonane na altówce.
Cale, Reed i Morrison tworzyli piosenki i brali udział w nagraniu albumu debiutowego Nico (1967) Chelsea Girl. Jako autor tekstów Cale zadebiutował właśnie na tej płycie, utworami „Winter Song” i „Little Sister”.
Zagrał również na organach w utworze „Ocean”, podczas nagrań wstępnych czwartego albumu The Velvet Underground pt. Loaded, blisko dwa lata po rozstaniu się z zespołem. Został zwabiony do studia przez menedżera zespołu Steve’a Sesnicka w ramach „niezbyt entuzjastycznej próby zjednoczenia starych druhów” („in a half-hearted attempt to reunite old comrades”), jak to ujął Cale. John Cale opuścił The Velvet Underground dwa lata przed wydaniem tego albumu i jego gra nie pojawiła się w jego ostatecznej wersji (wydanej w 1970), ale wersja wydana w 1997 na dwóch płytach kompaktowych zawiera demo utworu „Ocean”. Ponadto pięć nie wydanych przedtem utworów z jego udziałem, nagranych na przełomie lat 1967/1968, zostało wydane na składankach VU (1985) i Another View (1986).
John Cale wywarł duży wpływ na styl muzyki granej przez The Velvet Underground w pierwotnej postaci tego zespołu (często między Cale’em a Lou Reedem dochodziło do poważnych spięć, dotyczących kierunku rozwoju ich współpracy). Gdy Cale odszedł, zanikła znacząca eksperymentalność tego zespołu, co można zaobserwować porównując albumy nagrane z jego udziałem do następnych bez jego udziału, w tym raczej łagodny eponimiczny The Velvet Underground. Cztery solowe płyty Johna Cale’a, nagrane po odejściu z The Velvet Underground, są jednak konwencjonalnie melodyjne. Jego skłonność ku muzyce-konfrontacji, „hałaśliwej”, ujawniła się dopiero cztery lata później.

## Kariera solowa

### Lata 70.
Po opuszczeniu The Velvet Underground, Cale pracował jako producent muzyczny przy szeregu nagrań, w tym albumów Nico The Marble Index, Desertshore i (później wydanym przez Island Records) The End, do których akompaniował głosowi Nico i jej grze na fisharmonii, na różnorakich instrumentach. Jako producent muzyczny opracował debiutancki album grupy The Stooges. Wystąpił także w drugim albumie Nicka Drake’a Bryter Layter, wykonując partie na altówce i klawesynie. Drake i Cale napisali również wspólnie utwory „Northern Sky” i „Fly” z tej płyty.
W 1970, obok kariery producenta muzycznego, Cale rozpoczął nagrywanie płyt jako artysta solowy. Jego pierwszy album pt. Vintage Violence klasyfikuje się zazwyczaj do muzyki folk-pop. Wkrótce potem wydał album Church of Anthrax, nagrany prawie rok przedtem razem z minimalistą Terrym Rileyem. Dalsza działalność Cale’a na polu muzyki poważnej wiązała się z wydaniem w 1972 albumu The Academy in Peril. Powrócił do komponowania w tym gatunku dopiero w latach 80. muzyką filmową.
W 1972 podpisał kontrakt z wytwórnią Reprise Records jako wykonawca i producent muzyczny. Wspomniany już album The Academy in Peril był pierwszym jego projektem, zrealizowanym dla Reprise Records. Jego czwarty album solowy pt. Paris 1919 (1973) oznaczał dla niego powrót do piosenkarstwa. Paris 1919, na który złożyły się elegancko skonstruowane, gustownie zaaranżowane piosenki i kunsztowne, złożone teksty, został uznany przez krytyków za jedno z jego najlepszych osiągnięć. Pracując dla Reprise Records jako producent muzyczny, Cale opracował album autorstwa Jennifer Warnes’s, jej trzeci, pt. Jennifer, a także albumy takich artystów jak Chunky, Ernie & Novi i The Modern Lovers, których Reprise zdecydowało się nie wydać (zostały one wydane później nakładem wytwórni Beserkley Records).
W 1974 Cale związał się jako producent muzyczny z wytwórnią Island Records, pracując tamże m.in. z UK Squeeze, Patti Smith i Sham 69, opracowując szereg płyt gatunku protopunk, w tym pierwszy album Patti Smith pt. Horses. W tym samym czasie pracował jako łowca talentów dla Island Records.
Po powrocie do rodzimej Wielkiej Brytanii Cale nagrał serię płyt solowych w odmiennym stylu. Elegancję i melodyjność swoich poprzednich nagrań zastąpił mrocznym, niepokojącym klimatem, epatującym często ledwie skrywaną agresją. Trylogia albumowa: Fear, Slow Dazzle i Helen of Troy została nagrana z artystami wytwórni Island Records, w tym z Philem Manzanerą i Brianem Eno, reprezentującymi zespół Roxy Music, i z Chrisem Speddingiem, występującym w zespole koncertowym Cale’a. Wszystkie partie perkusisty w albumie Helen of Troy zagrał Phil Collins. Album ten Island Records wydała bez zgody Cale’a, uważał on bowiem te nagrania za demonstracyjne.
Charakterystyczna dla tego okresu w muzyce Cale’a jest jego depresyjna interpretacja słynnego przeboju Elvisa Presleya, „Heartbreak Hotel”, umieszczona w albumie studyjnym pt. Slow Dazzle i w albumie koncertowym June 1, 1974, nagranym razem z Kevinem Ayersem, Nico i Brianem Eno. Równie charakterystyczne jest jego wściekłe wykonanie utworu „Leaving It Up to You”, stanowiącego swoisty, gwałtowny akt oskarżenia środków masowego przekazu. Ukazało się ono oryginalnie w albumie Helen of Troy w 1975, zostało jednak zastąpione przez Island Records we wszystkich wznowieniach utworem „Coral Moon”, prawdopodobnie z powodu aluzji do zamordowanej żony Romana Polańskiego, aktorki Sharon Tate. Wydanie na płycie kompaktowej zawiera jednak oba utwory. Utwory „Leaving” i „Fear Is a Man’s Best Friend” w albumie pt. Fear początkowo brzmią jak względnie konwencjonalne piosenki, stopniowo nabierając coraz bardziej paranoicznego charakteru, w końcu osiągając stan, w słowach krytyka Dave’a Thompsona, „grzęzawiska niezgody i wrzasku” („a morass of discordance and screaming”).
John Cale rozpoczął 1977 wydaniem minialbumu Animal Justice, wyróżniającego się szczególnie ciężkim eposem „Hedda Gabler”, opartym luźno o dramat Henryka Ibsena pod tym samym tytułem. Jego często krzykliwe, szorstkie, konfrontacyjne występy koncertowe dobrze pasowały do rodzącego się wówczas po obu stronach Atlantyku gatunku muzycznego – punk rocka. Cale zaczął nosić na scenie hokejową maskę bramkarza; co ujrzeć można choćby na okładce składanki Guts (1977). Cale użył tego osobliwego, niepokojącego przebrania na kilka lat przed pojawieniem się postaci Jasona Voorheesa. Podczas jednego z koncertów Cale odrąbał martwej kurze głowę tasakiem, co spowodowało natychmiastowe opuszczenie sceny przez jego zespół w proteście. Perkusista Cale’a, wegetarianin, był tak zbulwersowany, że wycofał się z zespołu. Cale naigrawa się z jego decyzji w utworze „Chicken Shit” (dosł. „gówno kurze”, tu idiomatycznie: tchórz) z minialbumu Animal Justice. Cale przyznał później, że jego paranoiczne, nieobliczalne zachowanie w tym czasie wiązało się z nadużywaniem przez niego kokainy.
W grudniu 1979 Cale wydał album Sabotage/Live, który uwieńczył jego oddanie etosowi punk rocka. To surowe, gwałtowne nagranie z czerwcowego koncertu w nowojorskim klubie CBGB, zawiera agresywne partie wokalne i instrumentalne. Album ten, mimo że koncertowy, składa się w całości z nowych utworów. Tematyka wielu z nich mierzy się i konfrontuje z kwestiami światowej polityki i paranoi. W zespole, który wystąpił na scenie w Nowym Jorku, zaśpiewał i zagrał na perkusji Deerfrance. Wcześniejszy o rok koncert, nagrany w tym samym klubie i składający się głównie z nowego materiału, wydano dopiero w 1991 pt. Even Cowgirls Get the Blues. Na tym z kolei koncercie Ivan Kral z The Patti Smith Group zagrał na gitarze basowej, a śpiewała Judy Nylon.

### Lata 80.

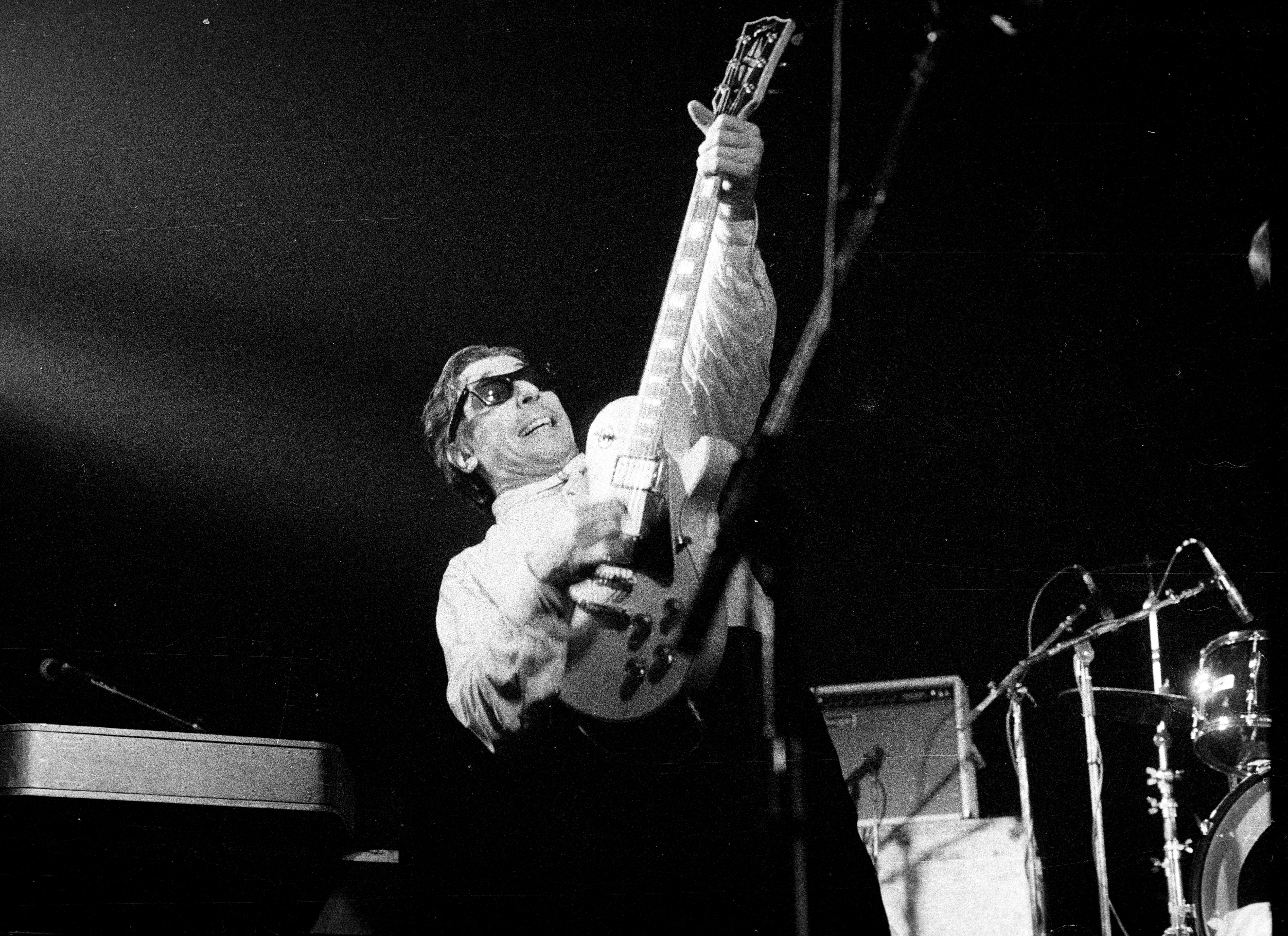
John Cale w 1983

W 1981 John Cale podpisał umowę z A&M Records i wydał album Honi Soit. Wspomagał go w tym producent muzyczny Mike Thorne. Andy Warhol zaprojektował czarno-białą ilustrację na jego okładkę, jednak wbrew jego życzeniu Cale ją zabarwił. Album nie zyskał większej popularności i na tym zakończyła się współpraca Johna Cale’a z A&M Records. W tym samym czasie John Cale ożenił się z Rise Irushalmi.
Następnie związał się z Ze Records, wytwórnią, której powstanie sam zainspirował, i która wchłonęła Spy Records, inną wytwórnię, którą Cale założył wcześniej wspólnie z Jane Friedman. Następnego roku wydała ona jego kolejny album, minimalistyczny Music for a New Society. To posępny, męczący album, łączący wyrafinowaną muzykę z okresu wczesnej pracy solowej Cale’a z niepokojącą muzyką typową dla niego w latach późniejszych. W recenzji określono go: „Spare, understated, and perhaps a masterpiece.” (Oszczędny, skromny, a być może i arcydzieło.).
Następne nagranie Cale’a to album pt. Caribbean Sunset, także wydany nakładem Ze Records. Jest łatwiejszy w odbiorze niż Music for a New Society, wciąż wyraża jednak agresję. Nigdy nie został wydany na płycie kompaktowej. Kolejnym albumem było nagranie koncertowe pt. John Cale Comes Alive, zawierające także dwa nowe utwory studyjne „Ooh La La” i „Never Give Up on You”. W tym czasie urodziła się jego córka, Eden.
W swojej ostatniej próbie osiągnięcia sukcesu komercyjnego Cale nagrał album Artificial Intelligence dla wytwórni Beggars Banquet. Album ten, nagrany we współpracy z Larrym „Ratso” Slomanem, utrzymany był w gatunku muzyki pop. Cechowało go zestawienie syntezatorów i automatów perkusyjnych. Album ten nie zdobył większej popularności niż poprzednie albumy Cale’a, mimo pewnego powodzenia singla „Satellite Walk.” W głosowaniu przeprowadzonym na liście dyskusyjnej „Sabotage2” uznano ten album za najgorszy w karierze Cale’a.
Potem, po części z uwagi na córeczkę, John Cale na długi czas przestał nagrywać i występować.
John Cale powrócił do muzyki w 1989, nagrywając recytacje i oprawę orkiestralną poezji Dylana Thomasa. Wiersz „Do Not Go Gentle Into That Good Night” został przedstawiony przez Johna Cale’a w Cardiff w 1999 r., na uroczystości powołania instytucji i otwarcia gmachu Walijskiego Zgromadzenia Narodowego. W 1992 muzyka ta została nagrana w wykonaniu walijskiego chóru chłopięcego i orkiestry symfonicznej z Rosji i wydana w albumie produkcji Briana Eno Words for the Dying. Album ten zawiera również dwa dalsze utwory: „Songs Without Words”, w wykonaniu na pianinie cyfrowym, i wspólnie napisany przez Cale’a i Eno „The Soul of Carmen Miranda.”

### Lata 90. i później

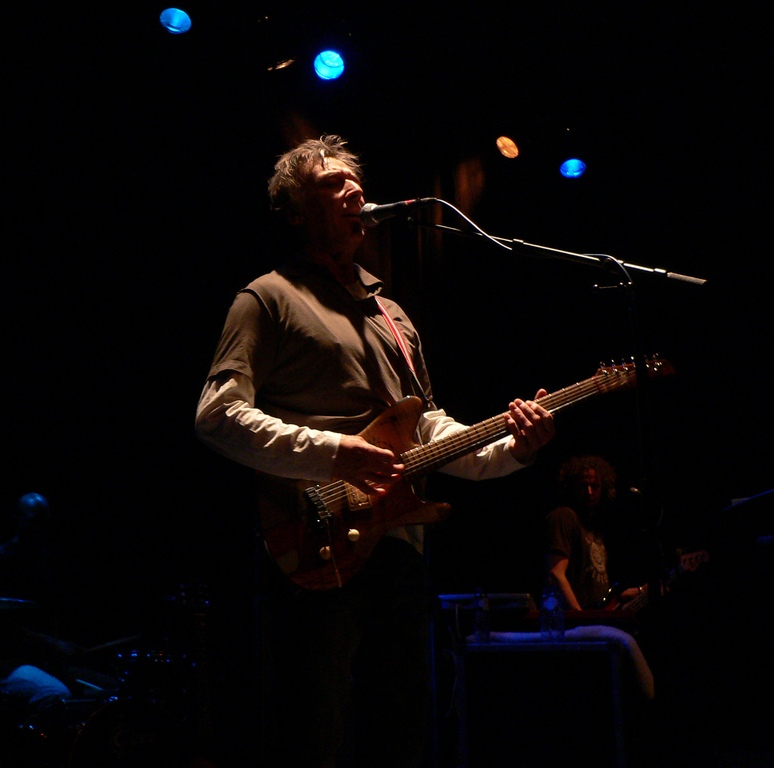
John Cale w 2006

W 1990 John Cale i Brian Eno nagrali razem album pt. Wrong Way Up. Praca z Eno stanowiła jeszcze jedno w paśmie trudnych związków dla Cale’a, i Cale wspomina ją z goryczą w swojej autobiografii. Jedna z piosenek, „Lay My Love”, dostała się na ścieżkę dźwiękową serialu telewizyjnego „Przystanek Alaska”, wydanej jako album pt. More Music From Northern Exposure w 1994. Cale zaśpiewał interpretację piosenki autorstwa Leonarda Cohena „Hallelujah” jako jeden z uczestników nagrania wykonanego w uznaniu twórczości Cohena, składanki z interpretacjami jego utworów pt. I'm Your Fan z 1991. Interpretacja „Hallelujah” w wykonaniu Cale’a została użyta w filmach Basquiat w 1991 i Shrek w 2001. W tym drugim wykasowano tekst „maybe there is a God above” (być może jest Bóg nad nami). I tak, wersja tej piosenki w wykonaniu Rufusa Wainwrighta ukazała się w oficjalnym wydaniu ścieżki dźwiękowej zamiast wersji Johna Cale’a. Interpretacja Cale’a znalazła się na ścieżce dźwiękowej serialu telewizyjnego Scrubs.
W 1992 Cale zaśpiewał piosenkę „First Evening” uwiecznioną w albumie Hectora Zazou pt. Sahara Blue. Wszystkie teksty tego albumu to poezje Arthura Rimbauda. W 1994 Cale ponownie wystąpił dla Zazou, tym razem w duecie z Suzanne Vega, utworem utrzymanym w gatunku melorecytacji (ang. spoken word), „The Long Voyage”, część albumu interpretacji głównie pieśni ludowych z krajów morskich północy pt. Chansons des mers froides. Tekst ten oparty jest na utworze „Les Silhouettes” pisarza Oscara Wilde’a, a John Cale skomponował do niego melodię razem z Hectorem Zazou. Później wydano go jako singla (pod nowym tytułem „The Long Voyages”, z szeregiem nowych remiksów autorstwa Zazou i producenta muzycznego Mad Professora).
Album pt. Songs for Drella to uznany przez krytyków powrót do współpracy z Lou Reedem, w hołdzie i w pamięci mentorowi The Velvet Underground, niedawno zmarłemu malarzowi pop-artu, Andy’emu Warholowi. Pomimo tego, że współpraca ta była owocna, ich pierwotne waśnie powróciły, napinając atmosferę pomiędzy starymi druhami. W swojej autobiografii Cale wyraził zbulwersowanie tym, że Reed usiłował przewodzić. Pomimo to praca ta zaowocowała czasowym wznowieniem The Velvet Underground w 1993.
W 1998 jego kompozycja „Nico”, muzyka do baletu w pamięci wokalistce Nico, została zainscenizowana i przedstawiona przez balet Scapino Rotterdam, łącznie z fragmentem albumu pt. The Marble Index, a całość muzyczna ukazała się jako album pt. Dance Music. Cale komponował także muzykę filmową, zazwyczaj o charakterze lub przynajmniej pod wpływem europejskiej muzyki poważnej. Jego już wspomniana powyżej interpretacja piosenki Leonarda Cohena „Hallelujah” została podłożona pod listę płac filmowego dokumentu o Johnie Frusciante pt. Stuff.
W 1999 ukazała się autobiografia Johna Cale’a pt. What’s Welsh for Zen? (ang. Jak się mówi/czym jest zen po walijsku?). Książką tą Cale raczej ulżył sobie, jest to bowiem nienawistna relacja jego doświadczeń z różnymi współpracownikami.
Sam John Cale został wspomniany przez Johna Camerona Mitchella w musicalu pt. Hedwig and the Angry Inch, oraz w filmie z 2001 o tym samym tytule. Jako bohater tytułowy, Mitchell przybrał głos w kadencji jasno imitującej Johna Cale’a, szczególnie jego nagranie w gatunku melorecytacji uwiecznione w utworze The Velvet Underground „The Gift” w albumie wydanym w 1968 pt. White Light/White Heat.
W 2003 dzięki wydaniu minialbumu pt. Five Tracks i albumu pt. HoboSapiens John Cale ponownie zawitał do grona muzyków aktualnie tworzących nagrania, tym razem w gatunku electronica i rocka alternatywnego. Album otrzymał przychylne recenzje i stanowił owoc współpracy z Nickem Franglenem z Lemon Jelly. Kolejnym nagraniem był wydany w 2005 album pt. BlackAcetate, którym John Cale przypieczętował swoją reputację jako wszechstronny, niestrudzenie kreatywny muzyk.
W 2005 jako producent muzyczny Cale opracował 8. album piosenkarza z Austin, Alejandro Escovedo, pt. The Boxing Mirror, wydany w maju następnego roku. W czerwcu 2006 Cale wydał własny singel dla radia i przeznaczony do cyfrowego rozpowszechniania, „Jumbo in tha Modernworld,” bez związku z jakimkolwiek albumem.Wydano go jako wideo.
W marcu 2007 jego składanka koncertowa z 23 piosenkami pt. Circus Live została wydana w Europie. Jest to album dwupłytowy, z utrwalonymi koncertami z tournée z 2004 i 2006, gdzie zmieniono aranżacje i sposób wykonywania materiału zebranego na przestrzeni całej dotychczasowej kariery Johna Cale’a. Szczególnie godnym uwagi jest w kategorii koncertowej Amsterdam Suite, koncert nagrany w Amsterdamie na scenie centrum kultury Paradiso. Swoiste buczenie wygenerowane w studio (drone, jak w drone music) zostało wplecione w te nagrania. To zestawienie jest także wydane jako DVD, w tym nagrania wstępne z udziałem instrumentacji elektrycznej, jak i zestawienie muzyki w instrumentacji akustycznej, oraz wspomniany singel z 2006, „Jumbo in tha Modernworld”.
W maju 2007 Cale dołożył swoją interpretację piosenki „All My Friends” autorstwa zespołu LCD Soundsystem do gramofonowego, jak i cyfrowego wydania jej singli. Cale nadal pracuje z innymi artystami, m.in. jako altowiolista w zapowiedzianym drugim albumie londyńskiego tercetu muzyki psychodelicznej The Shortwave Set, w opracowaniu producenta muzycznego Danger Mouse, oraz samemu dozorując jako producent muzyczny nagranie amerykańskiego zespołu postrzeganego jako wykonujący gatunek indie rock, Ambulance Ltd.

## Dyskografia

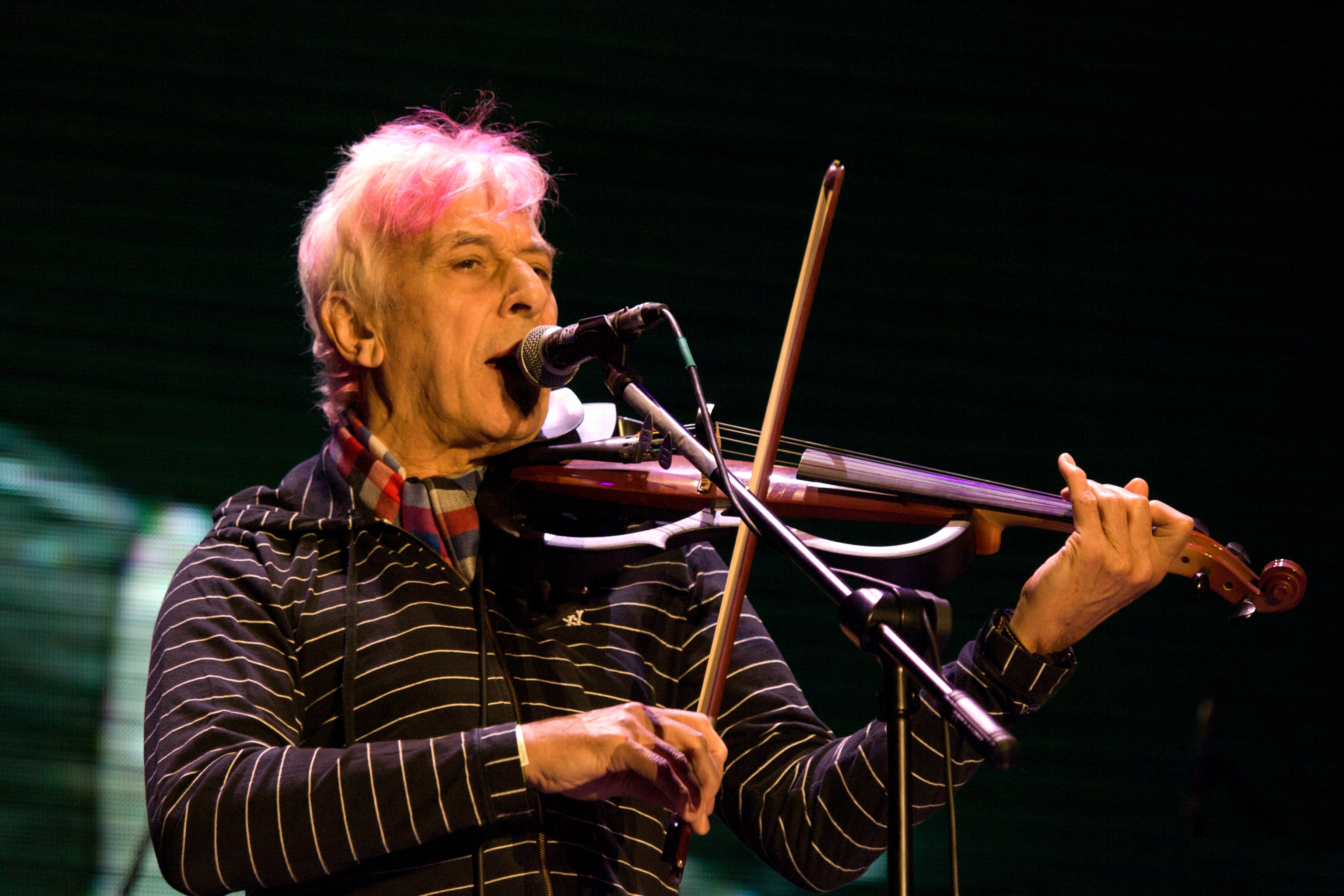
John Cale (2010)

### Z the Dream Syndicate
- Inside the Dream Syndicate Vol. I: Day of Niagara (Table of the Elements) 2000

### Wczesne nagrania w Nowym Jorku w latach 60.
- Sun Blindness Music (Table of the Elements) 2001
- Inside The Dream Syndicate Vol. II: Dream Interpretation (Table of the Elements) 2001
- Inside The Dream Syndicate Vol. III: Stainless Gamelan (Table of the Elements) 2001

### Z The Velvet Underground
- The Velvet Underground and Nico (Verve) III 1967
- White Light/White Heat (Verve) I 1968
- VU (Verve, składanka utworów pominiętych) II 1985
- Another View (Verve, składanka utworów pominiętych) IX 1986
- Live MCMXCIII (Sire) XI 1993
- Peel Slowly and See (Polydor, box set) IX 1995
- Loaded (Fully Loaded Edition) (Rhino Records) 1997†
- The Very Best of the Velvet Underground (Polydor, składanka) IV 2003

† John Cale opuścił The Velvet Underground dwa lata przed wydaniem tego albumu i jego gra nie pojawiła się w jego ostatecznej wersji (wydanej w 1970), ale wersja wydana w 1997 r. na dwóch płytach kompaktowych zawiera demo utworu „Ocean”, w którym John Cale zagrał na klawiszach.

### Solo
- Vintage Violence (Columbia) XII 1970
- The Academy in Peril (Reprise) IV 1972
- Paris 1919 (Reprise) III 1973
- Fear (Island) IX 1974
- Slow Dazzle (Island) III 1975
- Helen of Troy (Island) XI 1975
- Guts (składanka) (Island) II 1977
- Animal Justice (EP) (Illegal IL 003, UK) IX 1977
- Sabotage/Live (IRS) XII 1979
- Honi Soit 10 III 1981
- Music for a New Society (Ze) VIII 1982
- Caribbean Sunset (Ze) VI 1983
- John Cale Comes Alive (nagranie koncertowe) (Ze) IX 1984
- Artificial Intelligence (Beggars Banquet) IX 1985
- Words for the Dying (Opal/Warner Bros.) X 1989
- Even Cowgirls Get The Blues (nagranie koncertowe) (ROIR) 1991
- Paris S’eveille, Suivi d’Autres Compositions (OST) (Crepuscule) November 1991
- Fragments of a Rainy Season (nagranie koncertowe) (Hannibal) X 1992
- 23 Solo Pieces pour La Naissance de L’Amour (Crepuscule) XI 1993
- N’Oublie Pas Que Tu Vas Mourir (Crepuscule) 1994
- Seducing Down the Door (składanka) (Rhino) 1994
- Antartida (OST) (Crepuscule) 1995
- Walking on Locusts (Hannibal) IX 1996
- Eat/Kiss: Music for the Films of Andy Warhol (Hannibal) VI 1997
- Somewhere in the City (OST) VIII 1998
- Nico: Dance Music X 1998
- The Unknown (OST) (Crepuscule) 1999
- Le Vent De La Nuit (OST) (Crepuscule) III 1999
- Close Watch: An Introduction to John Cale (składanka) – 1999
- 5 Tracks (EP) (EMI) V 2003
- HoboSapiens (EMI) X 2003
- Process (OST) (Syntax) VII 2005
- blackAcetate (EMI) X2005
- Jumbo in tha Modern World (CD single) (EMI) VII 2006
- Circus Live (nagranie koncertowe) (EMI) II 2007
- Extra Playful (2011)
- Shifty Adventures in Nookie Wood (2012)
- M:FANS (2016)
- Mercy (2023)

### Wspólnie z innymi muzykami
- Church of Anthrax (z Terry Riley) (Columbia) IV 1971
- June 1, 1974 (z Kevin Ayers, Brian Eno, Nico) (Island) 1974
- Songs for Drella (z Lou Reed) (WEA) IV 1990
- Wrong Way Up (z Brian Eno) (All Saints) X 1990
- Last Day on Earth (OST, z Bob Neuwirth) (MCA) V 1994
- „First Evening” autorstwa Hector Zazou z Johnem Cale’em, w albumie Hectora Zazou Sahara Blue (La Grande Hall-La Villette/Crammed Discs) 1992
- „The Long Voyages” (singel) autorstwa Hector Zazou; z Suzanne Vega i Johnem Cale’em, w albumie Hectora Zazou pt. Chansons des mers froides (Sony Music) 1995
- I Wanna Be Around (z Jools Holland’s Small World Big Band) 2001
- Le Bataclan '72 (z Lou Reed i Nico) 2004

### Jako producent muzyczny
- The Stooges (artysta: The Stooges) (Elektra) 1969
- The Marble Index (artysta: Nico) 1969
- Desertshore (artysta: Nico) 1970
- Jennifer (artysta: Jennifer Warnes) 1972
- The End (by Nico) 1973
- Horses (artysta: Patti Smith) (Arista) 1975
- The Modern Lovers (artysta: The Modern Lovers) (Beserkley) 1976
- UK Squeeze (artysta UK Squeeze) 1978 – w USA wydane jako Squeeze (artysta: Squeeze)
- Squirrel and G-Man Twenty Four Hour Party People Plastic Face Carnt Smile (White Out)(artysta: Happy Mondays) 1987
- Louise Féron (artysta: Louise Féron) (Virgin) 1991
- The Rapture (artysta: Siouxsie and the Banshees) (Wonderland) 1994
- The Boxing Mirror (artysta: Alejandro Escovedo) 2006
- Ścieżki dźwiękowe do filmów Basquiat i American Psycho

## Nominacje
| Nagrody i wyróżnienia | Nagrody i wyróżnienia | Nagrody i wyróżnienia | Nagrody i wyróżnienia    | Nagrody i wyróżnienia |
| Rok                   | Tytuł                 | Nagroda               | Kategoria                | Wynik                 |
| --------------------- | --------------------- | --------------------- | ------------------------ | --------------------- |
| 2001                  | Saint-Cyr             | César                 | Najlepsza muzyka filmowa | Nominacja             |